# Isoglossa gregorii
Isoglossa gregorii är en akantusväxtart som först beskrevs av Spencer Le Marchant Moore, och fick sitt nu gällande namn av G. Lindau. Isoglossa gregorii ingår i släktet Isoglossa och familjen akantusväxter. Inga underarter finns listade i Catalogue of Life.